# Arsenal FC (Sarandí)

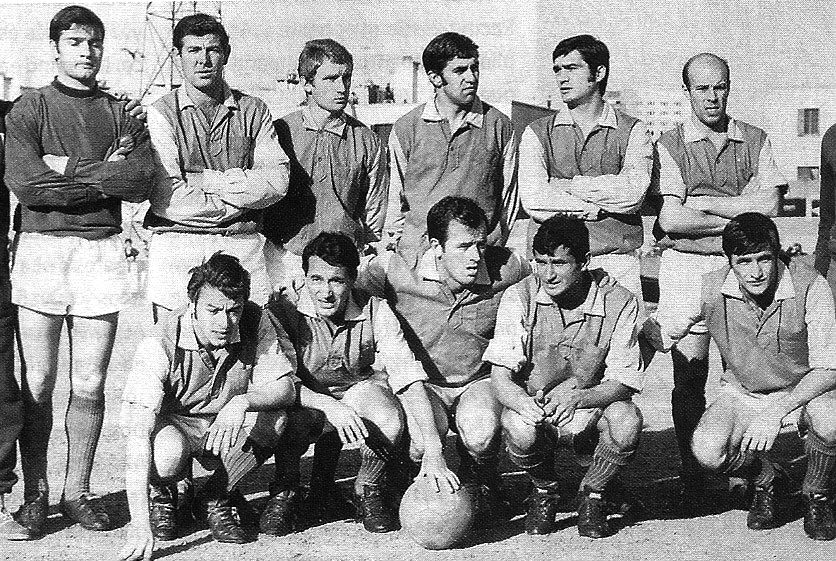
Team van 1968

Arsenal Fútbol Club, ook wel Arsenal de Sarandí, is een Argentijnse voetbalclub uit Sarandí in de partido Avellaneda.

## Geschiedenis
De club werd in 1957 opgericht door de broers Hector en Julio Humberto Grodona, de naam werd geïnspireerd door de Engelse club Arsenal FC. Jorge Burruchaga begon zijn carrière in 1979 bij deze club en werd later een grote ster. 
In 2002 bereikte de club voor het eerst de hoogste klasse. Twee jaar later bereikte Arsenal de kwartfinale van de Copa Sudamericana. In september 2006 begon de club aan een samenwerking met Europese topclub FC Barcelona. Er werden verschillende jeugdspelers uitgewisseld van beide kanten. In 2007 won de club de Copa Sudamericana, de op een na belangrijkste beker in Zuid-Amerika. In 2008 won de club de eerste editie van het Suruga Bank Championship. In 2013 won de club de Copa Argentina in de finale tegen San Lorenzo.

## Erelijst

### Nationaal
- Primera División

2012
- Primera C

1964
- Primera D

1962
- Copa Argentina

2013
- Supercopa Argentina

2012

### Internationaal
- CONMEBOL Sudamericana

2007
- Suruga Bank Championship

2008

## Bekende (oud-)spelers
- Antonio Valentin Angelillo
- Jorge Burruchaga
- Juan Pablo Caffa
- José Luis Calderón
- Néstor Clausen
- Germán Denis
- Esteban Dreer
- Christian Gómez
- Patricio González
- Silvio González
- Alejandro Limia
- Jean-Jacques Pierre
- Leonel Ríos
- Willy Caballero